# Хонэн-мацури
Хонэн-мацури (яп. 豊年祭 Хо:нэн мацури, букв. Праздник богатого года) — синтоистский праздник плодородия, отмечается 15 марта.

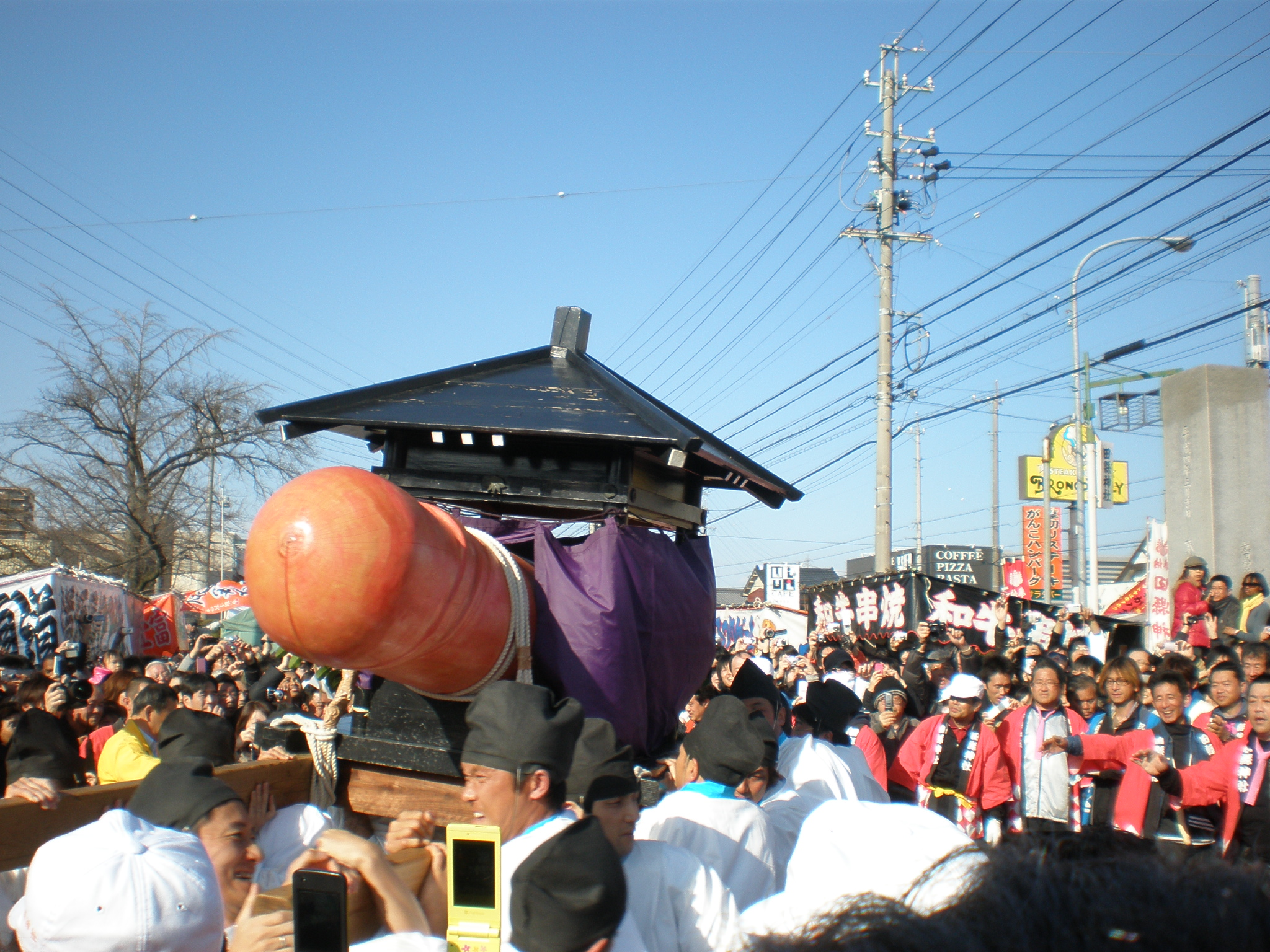
Парад с фаллосом в Хонэн мацури

Особо известно празднование в японском городе Комаки в префектуре Айти: по городу проходит синтоистский парад с микоси (яп. 御輿, священный паланкин) в котором подвешен огромный (весом в 250 кг и длиной в 2,5 метра) деревянный фаллос. На улицах продаются фаллические конфеты, сувениры и пельмени.
Следует отметить, что объектом поклонения является не деревянный фаллос, а богиня Тамахимэ-но микото. Фаллос символизирует воина Такэ-ина-данэ, мужа Тамахимэ-но микото, навещающего свою супругу. Поскольку считается, что у нового предмета больше жизненной силы, каждый год фаллос вырезается заново из цельного кипарисового бревна.